# Chryssula Kokossulis
Chryssula Kokossulis (Colònia, Alemanya, 13 de desembre de 1970) és una escriptora, traductora i poeta de parla catalana i d'origen greco-alemany. Filla d'un metge grec i una metgessa alemanya, va créixer en un ambient bilingüe. Començà a escriure de molt jove. Guanyadora del Primer Premi de Poesia de la Ciutat d'Eivissa (2013) amb el seu poemari emmetzinat que també va llegir el poeta eivissenc Manel Marí i qui va fer-li una ressenya on descriu el seu estil com a bukowskià. També va escriure una novel·la negra en català La nit estesa (2012/2014) que es va publicar a l'any 2015, gràcies a un projecte verkami que l'autora impulsà.
Va estudiar filologia anglesa i alemanya i també història moderna a la Universitat de Colònia, rebent una beca per estudiar un any al Trinity College, Dublín. La seva tesi del seu magistre focalitza en La mort dins la poesia de T.S. Eliot (1996).
Ha escrit narrativa, poesia i també novel·les des de sempre.
Les seves primeres obres estan escrites en alemany i anglès. Sweeney Antagonistes (1999) per exemple és una novel·la inèdita escrita en alemany sobre l'amor i el desamor d'una parella. Amb Sweeney Antagonistes va ser un dels finalistes del concurs New Voices a Berlín l'any 2000. La novel·la queda inèdita.
Els poemaris que va escriure en anglès són: Heretic Heritage (1991/1992), Night's Little Fiends (1994), My short trip to your stinky planet (1998). Els seus primers contes es varen publicar per internet i quinze anys més tard escriví un conte eròtic breu que encara roman a la web i que es titula Der Apotheker (1998/2000), havent rebut moltes entrades de lectors.
També va publicar contes eròtics en alemany. Potser, el recull més conegut és Mein Heimliches Auge (Mon ull secret) on van sortir Stiller i Joyride els anys 2000 i 2014, publicat per Konkursbuchverlag, Tübingen.
Un altre conte molt més recent d'ella es troba a la web de la Universitat de Barcelona i es diu Xeringues (2015) amb què va quedar accèssit en un concurs modest. L'any 2015 també va fer una lectura dels seus poemes al Polvorí a Eivissa.
Des del principi, ha sigut conscient de les dificultats culturals i lingüístiques de les persones immigrants, però prefereix fer l'esforç d' integrar-se en lloc de callar. En aquest sentit, la seva decisió activa i el seu èxit representa l'aplicació de la normalització lingüística en parla catalana. Convençuda que s'ha de parlar la llengua on viu i treballa, era una cosa instintiva i imprescindible d'aprendre el català i aprendre’l bé. En una entrevista amb Núvol explica com és parlar català com a immigrant.
Educada en un institut humanista, va dedicar moltes hores als estudis de les llengües, sobretot llatí, grec clàssic, anglès i francès. Amb aquesta formació, volia ser actriu o periodista, però va estudiar filologia per decisió familiar. Des d'ençà, es dedicà durant anys a treballar en qualsevol feina: enquestes telefòniques per una agència de treballs, vendes de publicitat, venedora de roba, arxivera a un institut de radiografies, assistenta de fires, representant comercial, i d'altres oficis, esperant que un dia qualsevol podria dedicar-se només a escriure.
Des de l'any 2016 viu i treballa a l'Anglaterra, al nord del país. Continua escrivint en català: escriu al seu bloc en català. També treballa a nous temes per una novel·la i per contes nous. Enguany ha finalitzat una selecció de contes eròtics que encara queden inèdits.